# Javier Antón Gaspar
Javier Antón Gaspar (Barcelona, España, 30 de junio de 2000) es un futbolista español que juega como centrocampista en el CD Alcoyano de la Primera Federación. 

## Trayectoria
Se formó en las categorías inferiores del CD Alcoyano y tras formar parte del primer equipo en la temporada 2019-20, en enero de 2020 es cedido a la Unión Deportiva Rayo Ibense del Grupo VI de la Tercera División de España.
En la temporada 2020-21, formaría parte de la plantilla del CD Alcoyano de la Segunda División B, donde juega 10 partidos y 3 de Copa del Rey.
En la temporada 2020-21, formaría parte de la plantilla del CD Alcoyano de la Primera Federación, donde juega 33 partidos y 3 de Copa del Rey.
El 18 de agosto de 2022, firma por el CD Castellón de la Primera Federación.
El 3 de enero de 2023, regresa al CD Alcoyano de la Primera Federación. 

## Clubes
| Club                                 | País   | Año             |
| ------------------------------------ | ------ | --------------- |
| CD Alcoyano                          | España | 2019-2022       |
| Unión Deportiva Rayo Ibense (cedido) | España | 2020            |
| CD Castellón                         | España | 2022-2023       |
| CD Alcoyano                          | España | 2024-actualidad |